# Keirrison
Keirrison de Souza Carneiro, känd som Keirrison, född 3 december 1988 i Dourados, är en brasiliansk före detta fotbollsspelare (anfallare).
Efter att ha spelat för de brasilianska klubbarna Coritiba och Palmeiras värvades Keirrison av Barcelona sommaren 2009. Säsongen 2009-2010 var han utlånad till Benfica och Fiorentina och säsongen 2010-2011 var han vara utlånad till Santos. I augusti 2011 stod det klart att Keirrison skulle bli utlånad till Cruzeiro Esporte Clube under säsongen 2011-2012.